# 29-та гренадерська дивізія СС «Італія» (1-ша італійська)
29-та гренадерська дивізія СС «Італія» (1-ша італійська) (нім. 29. Waffen-Grenadier-Division der SS (italienische Nr. 1) — з'єднання, гренадерська дивізія в складі військ Ваффен-СС Третього Рейху. Дивізія була сформована під номером 29, як і колишня 29-та гренадерська дивізія СС «РОНА» (1-ша російська), що зазнала серйозних втрат під час придушення Варшавського повстання і була розформована у вересні 1944 року.

## Бойовий склад
- 81-й ваффен-гренадерський полк СС (81 Reggimento Fanteria delle SS)
  - 1-й ваффен-гренадерський батальйон
  - 2-й ваффен-гренадерський батальйон "Неттуно" (раніше "Vendetta")
  - 3-й ваффен-гренадерський батальйон
- 82-й ваффен-гренадерський полк СС  (82 Reggimento Fanteria delle SS)
  - 1-й ваффен-гренадерський батальйон
  - 2-й ваффен-гренадерський батальйон
  - 3-й ваффен-гренадерський батальйон
- 29-й ваффен-артилерійський полк СС (29 Reggimento Artiglieria SS)
  - 1-й артилерійський батальйон
  - 2-й артилерійський батальйон
- 29-й розвідувальний батальйон "Дебіца" (фузилерів)
- 29-й протитанковий батальйон
- 29-а інженерна рота СС (піонерів)
- 29-а рота зв'язку СС
- Резервний батальйон СС
- Офіцерський батальйон

## Командування

### Командири
- СС-оберфюрер Константін Гельдманн (нім. Constantin Heldmann) (10 лютого — ? 1945);
- СС-оберфюрер Ервін Чоппе (нім. Erwin Tzschoppe) (? 1945 — 30 квітня 1945).

## Райони бойових дій
- Італія (лютий — квітень 1945).